# برج جواهر

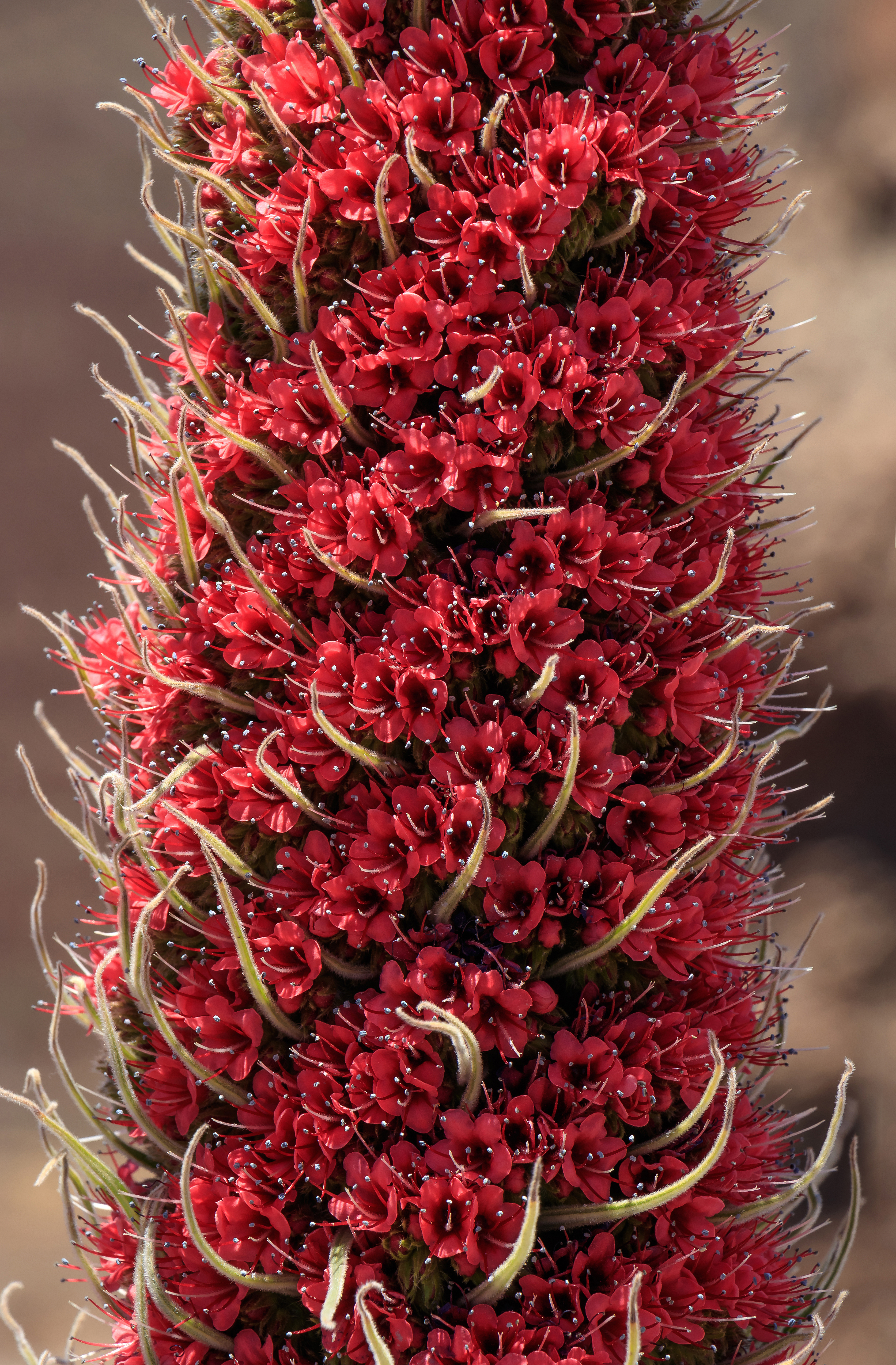
گل گاوزبان زیبای‌وحشی

برج جواهر (نام علمی: Echium wildpretii) نام یک گونه از تیره گیاهان گلدار از گل گاوزبان است. یک گیاه علفی، که طول عمرش دو سال و به ارتفاع سه متر (ده فوت) رشد می‌کند. این گونه بوم‌زادی است که در جزیره تنریف می‌روید و عمدتاً در تید است. زیرگونه‌های این گیاه در ارتفاعات بلند لاپالما (جزیره) رشد می‌کند. نام‌های عام این گل عبارت است از گاوزبان قرمز، گاوزبان تنریف، گاوزبان تید کوهی و اسم اسپانیایی این گیاه تاخیناست سرخ است.